# Film in 1931
Dit artikel gaat over de film in het jaar 1931.

## Succesvolste films
| Plaats | Titel        | Studio              | Opbrengst      | Opbrengst   | Opbrengst           | Opbrengst |
| Plaats | Titel        | Studio              | Internationaal | VS/Canada   | Verenigd Koninkrijk | Australië |
| ------ | ------------ | ------------------- | -------------- | ----------- | ------------------- | --------- |
| 1.     | Frankenstein | Universal Pictures  |                | $12.000.000 |                     |           |
| 2.     | Ingagi       | RKO Radio Pictures  |                | $4.000.000  |                     |           |
| 3.     | Mata Hari    | Metro-Goldwyn-Mayer | $2.227.000     | $931.000    |                     |           |
| 4.     | City Lights  | United Artists      |                |             |                     |           |

## Academy Awards
4de Oscaruitreiking (voor films uitgebracht tussen 1 augustus 1930 en 31 juli 1931):
- Beste Film: Cimarron (MGM)
- Beste Acteur: Lionel Barrymore in A Free Soul
- Beste Actrice: Marie Dressler in Min and Bill
- Beste Regisseur: Norman Taurog voor Skippy

5de Oscaruitreiking (voor films uitgebracht tussen 1 augustus 1931 en 31 juli 1932):
- Beste Film: Grand Hotel (MGM)
- Beste Acteur: Wallace Beery in The Champ en Fredric March in Dr. Jekyll and Mr. Hyde
- Beste Actrice: Helen Hayes in The Sin of Madelon Claudet
- Beste Regisseur: Frank Borzage voor Bad Girl

NB: Voor 1933 waren de Academy Awards niet voor complete kalenderjaren.

## Lijst van films
- Arrowsmith
- Bad Girl
- The Bad Sister
- The Champ
- Cimarron
- City Lights
- Dance, Fools, Dance
- Daughter of the Dragon
- The Dawn Patrol
- Delicious
- Dr. Jekyll and Mr. Hyde
- Dracula
- Drácula
- The Easiest Way
- Fighting Caravans
- Five and Ten
- Five Star Final
- The Forgotten Frontier
- Frankenstein
- A Free Soul
- The Front Page
- Girls Demand Excitement
- Honor Among Lovers
- A House Divided
- Indiscreet
- Kiki
- Laughing Gravy
- Laughing Sinners
- Little Caesar
- M – Eine Stadt sucht einen Mörder
- Mädchen in Uniform
- The Maltese Falcon
- Man of the World
- Mata Hari
- Le Million
- Monkey Business
- My Past
- Night Nurse
- No Limit
- À nous la liberté
- Odna
- One Good Turn
- Our Wife
- Pardon Us
- Platinum Blonde
- Possessed
- Private Lives
- The Public Enemy
- The Secret Six
- Seed
- De sensatie der toekomst
- The Sin of Madelon Claudet
- Skippy
- Smart Money
- The Smiling Lieutenant
- The Star Witness
- The Stolen Jools
- Strangers May Kiss
- Susan Lenox (Her Fall and Rise)
- Tabu: A Story of the South Seas
- This Modern Age
- Trader Horn
- Transatlantic
- Waterloo Bridge
- Way Back Home

## Geboren
| Datum                 | Naam             | Beroep                |
| --------------------- | ---------------- | --------------------- |
| 5 januari             | Robert Duvall    | Acteur / Regisseur    |
| 14 januari            | Caterina Valente | Zangeres / Actrice    |
| 17 januari            | James Earl Jones | Acteur                |
| 19 januari            | Tippi Hedren     | Actrice               |
| 6 februari            | Mamie Van Doren  | Actrice / Sekssymbool |
| 8 februari († 1955)   | James Dean       | Acteur                |
| 22 maart              | William Shatner  | Acteur                |
| 1 juli                | Leslie Caron     | Actrice               |
| 17 september († 2005) | Anne Bancroft    | Actrice               |
| Onbekend († 1959)     | Sylvia Lopez     | Actrice               |

## Overleden
| Datum       | Naam         | Leeftijd | Beroep  |
| ----------- | ------------ | -------- | ------- |
| 27 november | Lya De Putti | 32       | Actrice |

1870-1879 · 1880-1889 · 1890 · 1891 · 1892 · 1893 · 1894 · 1895 · 1896 · 1897 · 1898 · 1899 · 1900 · 1901 · 1902 · 1903 · 1904 · 1905 · 1906 · 1907 · 1908 · 1909 · 1910 · 1911 · 1912 · 1913 · 1914 · 1915 · 1916 · 1917 · 1918 · 1919 · 1920 · 1921 · 1922 · 1923 · 1924 · 1925 · 1926 · 1927 · 1928 · 1929 · 1930 · 1931 · 1932 · 1933 · 1934 · 1935 · 1936 · 1937 · 1938 · 1939 · 1940 · 1941 · 1942 · 1943 · 1944 · 1945 · 1946 · 1947 · 1948 · 1949 · 1950 · 1951 · 1952 · 1953 · 1954 · 1955 · 1956 · 1957 · 1958 · 1959 · 1960 · 1961 · 1962 · 1963 · 1964 · 1965 · 1966 · 1967 · 1968 · 1969 · 1970 · 1971 · 1972 · 1973 · 1974 · 1975 · 1976 · 1977 · 1978 · 1979 · 1980 · 1981 · 1982 · 1983 · 1984 · 1985 · 1986 · 1987 · 1988 · 1989 · 1990 · 1991 · 1992 · 1993 · 1994 · 1995 · 1996 · 1997 · 1998 · 1999 · 2000 · 2001 · 2002 · 2003 · 2004 · 2005 · 2006 · 2007 · 2008 · 2009 · 2010 · 2011 · 2012 · 2013 · 2014 · 2015 · 2016 · 2017 · 2018 · 2019 · 2020 · 2021 · 2022 · 2023 · 2024 · 2025